# Ради Радев (кмет)
Вижте пояснителната страница за други личности с името Ради Радев.
Ради В. Радев е български журналист и политик, кмет на София през 1915 – 1918 година.

## Биография
Ради Радев е роден в Шумен. Негов брат е Димитър Радев, професор в музикалната академия.
Радев е дългогодишен деец на Либералната партия (радослависти) и също така дългогодишен сътрудник и фейлетонист на вестник „Вечерна поща“. В качеството си на помощник-кмет на София, през 1911 година прави предложение към общинския герб да бъде добавен девиза „Расте, но не старее“. Той е депутат в XVII обикновено народно събрание, където през 1914 година критикува тогавашния столичен кмет Петко Теодоров, обвинявайки го в конфликт на интереси, заради връзките му със Софийска банка.
На 31 март 1915 година софийският кмет Теодоров е отстранен и управлението на общината е поето от тричленна комисия, начело с Ради Радев. През май същата година той е избран за кмет и остава на тази длъжност през по-голямата част от Първата световна война, до 11 август 1918 година.
След войната, в разгара на преследванията срещу дейците на радослависткия режим, Радев е осъден на няколко години затвор по обвинение в корупция, за това че като кмет, според една от версиите: докато е бил председател на Софийския комитет по снабдяването в годините на войната 1916 – 1918, в качеството си на председател на този комитет, той е разпределял дефицитните тогава стоки на близки до него фирми и търговци. По-късно е помилван и освободен. В 1924 година укрива Георги Занков при Горноджумайските събития.

## Памет
На Ради Радев е наречена улица в квартал „Витоша“ в София (Карта).